# Катайск
Катайск (на руски: Катайск) е град в Русия, административен център на Катайски район, Курганска област. Населението на града към 1 януари 2018 е 12 565 души.

## История
Селището е основано през 1655 година, през 1944 година получава статут на град.

## Географска характеристика
Градът е разположен по брега на река Исет, на 100 метра надморска височина.

## Население
| Година | Население |
| ------ | --------- |
| 1959   | 11 824    |
| 1970   | 14 338    |
| 1979   | 15 529    |
| 1989   | 16 789    |
| 2002   | 15 836    |
| 2010   | 14 154    |
| 2012   | 13 603    |
| 2018   | 12 565    |